# Lysipomia pumila
Lysipomia pumila är en klockväxtart som först beskrevs av Hugh Algernon Weddell, och fick sitt nu gällande namn av Franz Elfried Wimmer. Lysipomia pumila ingår i släktet Lysipomia och familjen klockväxter. Inga underarter finns listade i Catalogue of Life.